# Чхве Ін Джон
Чхве Ін Джон   (кор. 최 인정, 21 травня 1990) — південнокорейська фехтувальниця, олімпійська медалістка.

## Виступи на Олімпіадах
| Олімпіада           | Дисципліна          | Місце |
| ------------------- | ------------------- | ----- |
| Лондон 2012         | індивідуальна шпага | 12    |
| Лондон 2012         | командна шпага      | 2     |
| Ріо-де-Жанейро 2016 | індивідуальна шпага | 7     |
| Ріо-де-Жанейро 2016 | командна шпага      | 6     |
| Токіо 2020          | індивідуальна шпага | 17    |
| Токіо 2020          | командна шпага      | 2     |